# ميشيل بيرك
ميشيل بيرك (بالإنجليزية: Michelle Burke)‏ (و. 1970 – م) هي ممثلة، وممثلة تلفزيونية، من الولايات المتحدة الأمريكية، ولدت في ديفاينس.

## وصلات خارجية
- ميشيل بيرك على موقع IMDb (الإنجليزية)
- ميشيل بيرك على موقع ألو سيني (الفرنسية)
- ميشيل بيرك على موقع أول موفي (الإنجليزية)
- ميشيل بيرك على موقع قاعدة بيانات الأفلام السويدية (السويدية)
- ميشيل بيرك على موقع قاعدة بيانات الفيلم (الإنجليزية)
- ميشيل بيرك على موقع كينوبويسك (الروسية)